# Есть Есть Есть
«Есть Есть Есть» (стилизованно «ЕСТЬ ЕСТЬ ЕСТЬ», сокращённо «ЕЕЕ») — российский музыкальный коллектив, образованный в Санкт-Петербурге в 2010 году. В его состав вошли участник распавшейся группы «2H Company» Михаил Феничев (фронтмен, вокалист, автор текстов), Алексей Помигалов (биты, клавишные), Максим Поляков (гитара, труба) и журналист Фёдор Погорелов (ритм-гитара), вскоре покинувший проект.
Группой было записано 3 студийных альбома: «Дорогой мой человек», «Сатана в отпуске» и «Сказки для Кейто». На счету коллектива несколько десятков концертов, на которых также исполнялись в новой аранжировке тексты Феничева 2000-х годов из альбомов «Психохирурги» и «Искусство ухода за АК-47».

## Характеристика творчества и восприятие критиков
«Наверное, это не easy listening и не интеллектуальная танцевальная музыка. Нам не хотелось бы, чтобы наши слушатели стояли в зале на сложных щах.»
Радиф Кашапов из «Звуки.ру» писал в 2010 году, что «скорострельную читку текстов можно ставить на одну полку классиков современной русской поэзии», отметив при этом, что песни речитативом не ограничиваются и сопровождаются «хитрой электроникой и порой весьма резкими гитарами». Павел Скрипник из того же издания писал через два года: «Памятник, который планомерно воздвигает себе мастер-разрядник поэтических скороговорок Феничев, стал рукотворнее: на смену цифровому эмбиент-idm вареву от вездесущих „Ёлочных Игрушек“, сопровождавшему феничевские многотомники в „2H Company“, пришло „оживлённое“ звуковое оформление с гитарами, духовыми и новым, более экзистенциальным, названием. Впрочем, музыкально змеевидный стиль „Есть Есть Есть“ ограничен лишь смысловым вектором конкретного трека и может меняться от атмосферного лаунжа до прорезиненного pogo-техно в зависимости от настроения». Журнал «ВЫБИРАЙ соблазны большого города. Тюмень» писал в 2011 году: «Проект презабавный, но количество информации в текстах и неимоверная скорость, с которой спикер Феничев гонит свои телеги, вызывают серьёзные опасения: здоров автор или просто умело симулирует реактивный психоз?» В анонсе концерта в арт-клубе «44» заявлялось: «ЕСТЬ ЕСТЬ ЕСТЬ — это уже не просто абстрактный хип-хоп, это постмодерная игра в классики под качёвую „живую“ музыку». Музыкальный критик Татьяна Замировская в рецензии февральского номера 2012 года минского журнала «Большой» писала: «Эта музыка, многими восторженно идентифицируемая с собственными запутанными потоками сознания, очень интеллектуальная, тонкая, витиеватая — в первую очередь, из-за поэтики, это отличные стихи, такой анти-гришковец, что ли. При всей простоте они предельно небанальны, эпичны и часто ведут куда-то совсем не туда, разворачиваясь целыми историями. <…> Учитывая изящную, холодноватую и предельно эмоциональную при своей отстранённости электронику в аранжировках, можно предположить, что это такой Radiohead в российской, что ли, адаптированной версии».

## История

### 2010—2012
Все участники коллектива были давно знакомы друг с другом. По словам Максима Полякова, для названия группы было 20 вариантов (включая, например, «Ахматов»), и глагол в итоговом названии следует понимать в обоих значениях — «и „быть“, и „питаться“», а сходство с «Yeah Yeah Yeahs» для музыкантов стало очевидным уже после. Самое первое выступление квартета состоялось 5 марта в петербургском клубе «Цоколь». Чисто технически музыкальный стиль группы представлял собой электронную музыку с живой гитарой и речитативом. На июнь 2010 года у группы было уже пять концертов: по два в клубах «Цоколь» и «Икра», один на дне рождения. На первые концерты возили с собой игрушечного осьминога как героя анекдота из пресс-релиза под названием «Манифесть есть есть», написанного самими участниками. 9 сентября выступили вместе с группой «Chikiss» в петербургском клубе «Fish Fab Nouvelle».
Дебютный альбом «Дорогой мой человек» был записан на студии звукозаписи «Интерзвук» в Петербурге, сведением и мастерингом занимался Сергей Наветный, обложка и диск оформлены Ольгой Берковской, онлайн-релиз состоялся 21 апреля 2011 года, в тот же день состоялась презентация в рамках проекта «Среда Горбачёва» в московском клубе «China-Town-Cafe», а 23 апреля состоялся концерт в петербургском клубе «Цоколь». 13-песенный альбом получил благожелательные отзывы критиков. А возвращение Михаила Феничева с дебютным альбомом «Есть Есть Есть» называлось главным музыкальным событием весны на постсоветском пространстве.
13 мая квартет выступил на Международном фестивале Сергея Курёхина (SKIF XV). Музыканты были номинированы на премию «Степной волк» в категориях «Дебют», «Альбом» и «Слова»; в последней был награждён Михаил Феничев. 19 ноября выступили в киевском арт-клубе «44», концерт был организован продюсерской компанией «XXX Waves», тогда же Феничев дал интервью интернет-журналу «Artmageddon».
18 августа 2012 года вновь выступили в «China-Town Cafe», исполнив все треки из первого альбома и представив новые. 11 декабря 2012 года состоялась интернет-премьера второго альбома группы — «Сатана в отпуске», записью и сведением вновь занимался Сергей Наветный (студия «Интерзвук»), а оформлением — вновь Ольга Берковская (буквы), а также Маша Давыдова (картинки). Презентация альбома прошла в клубе «ДаДа». В альбом вошла песня «Святки» — 14-минутная эпическая хип-хоп сага, являющаяся самой продолжительной композицией в репертуаре и изначально созданная ещё во времена 2H Company в 2009 году для музея Анны Ахматовой в Фонтанном доме к юбилею поэтессы.
Мы наконец-то начали понимать, что хотим делать в плане музыки. Предыдущий альбом мы придумали, а потом на концерте его перепридумали... А этот как-то сразу появился. Вот так.Максим Поляков
Мы стали играть проще. Лавина звука, которая нас мучила в первых песнях немножечко сошла на нет. Мы стали лучше раскладывать партии, как мне кажется. Несмотря на то, что альбом практически целиком в ми миноре, он не звучит однообразно.Фёдор Погорелов

### 2013—2015
12 мая 2013 года состоялась интернет-премьера первого художественного видеоклипа на песню «Лиссабон».
22 ноября 2014 года в баре «Mishka» (совладельцем которого является Кирилл Иванов из группы СБПЧ) состоялась презентация выпущенной на независимом лейбле «Vinylbox Records» ограниченным тиражом в 300 копий двойная виниловая пластинка «Сатана В Отпуске + Edit Edit Edit», в которую кроме шести композиций Михаила Феничева из оригинального издания вошли также три бонусных трека из дебютного альбома («Зубная Паста», «Олимпиада», «Зима» — все с пометкой «Edit Edit Edit»), но в новом исполнении, записанные на петербургской студии грамзаписи «Мелодия», сведением и мастерингом занимался Владимир Носырев.

### С 2016
16 февраля 2016 года состоялась премьера видеоклипа на песню «Бурка». Михаил Феничев объяснил сюжет текста и видео следующим образом: «Песня основана на поверье, о котором я услышал пару лет назад от Феди Погорелова: мол, дальнобойщики говорят про того, кто заснул за рулем, что к нему Бурка подсел. Кстати, в интернетах я ничего не нашёл про этого типа. Как предположил наш замечательный оператор клипа — Артур, название этой сущности, передаваясь устно, могло быть неправильно расслышано, поэтому и не гуглится. Лёша загорелся снять клип и пригласил Артура Бергарта, который любезно согласился возиться с нами на морозе без чёткого понимания с нашей стороны, как мы всё видим. Но волшебная красота северного побережья Финского залива и страшный холод подтолкнули ребят к нужным ходам». Песню планировалось выпустить в составе третьего альбома в конце осени.
2 июля выступили на фестивале «Боль» в Москве в Центре городской культуры «Правда».

14 декабря 2016 года вышел третий альбом — «Сказки для Кейто». За запись, сведение и мастеринг на этот раз отвечал Павел Никольский (студия «Dewars Powerhouse»); в оформлении были использованы рисунки художницы Кейто Ямагучи (Ямагути), в честь которой и назван альбом; сама вёрстка обложки — снова работа Ольги Берковской; вдобавок были поблагодарены за редактуру текстов некие Аня, Настя и Маргарита, а за фотографии — Игорь Фаткин и Артур Бергарт. Издание «Дистопия» описало альбом как «оформленная в девять треков экспериментального хип-хопа киберпанковая сага о негативных последствиях путешествий во времени и о чудовищах, которых рождает сон разума». Среди источников вдохновения для текстов — книга «Физика невозможного» Митио Каку, научно-популярные передачи Стивена Хокинга на канале «BBC». Михаил Феничев планирует полноценную вторую часть альбома, в которой будет уделено внимание персонажам Шрётик (Шрёдингера котик), Ингердроид (Ингерманландский андроид), а также продолжится история Майора Паранойи.
Кейто — это реальный человек, художница, которая нарисовала и обложку, и иллюстрации к каждой песне. Она японка из настоящей Японии. Узнал я о ней так: мы с девушкой пошли в музей Академии художеств на выставку Пепперштейна, и поскольку выставка небольшая, заодно посмотрели работы студентов. Среди бесконечных берёзок и покосившихся заборчиков вдруг обнаружился такой совершенно японский графический пейзаж. Это диссонировало со всем, что было вокруг, и поэтому мне сразу показалось, что будет круто, если она согласится сделать для нас иллюстрации. Я нашёл в Фейсбуке пятерых Кейто Ямагучи, но только одна из них училась в Академии художеств в Петербурге. Выяснилось, что она через друга даже как-то знакома с нашим творчеством.Алексей Помигалов
27 февраля 2017 года состоялась интернет-премьера анимационного видеоклипа на песню «Парсеки ч. 3».
22 ноября 2018 года альбом «Сказки Для Кейто» был выпущен ограниченным тиражом в пятьдесят пронумерованных кассет молодым ярославским лейблом «Заплатка», выпускавшим до этого альбомы «1190» и «Музыка» дуэта Аигел (в который входит другой бывший участник 2H Company — Илья Барамия). Порядок песен был сохранён. В комплекте — 32-полосный буклет с иллюстрациями и текстами. Код релиза в каталоге — ЗПТ010.
6 апреля 2019 года после некоторого перерыва в концертной деятельности выступили в петербургском «Opera Concert Club», где представили две новых песни (одна из них называется «Вертели»).
Группа ЕСТЬ ЕСТЬ ЕСТЬ больше всего на свете не хочет изменять себе. Она может на некоторое время перестать, но потом снова возвращается на путь непрестанного распространения удивления. Если жизнь у вас сложнее, чем осцилляции от печали до радости, от понедельника до пятницы, — приходите, будет трудно.

## Дискография
| «Дорогой мой человек» | «Дорогой мой человек» |              |
| --- | --- | ------------ |
| Высшие позиции в чартах: — | |              |
| Список композиций \| № \| Название \| Длительность \| \| ------------------- \| ---------------------- \| ------------ \| \| 1. \| «Зубная паста» \| 5:30 \| \| 2. \| «Олимпиада» \| 5:33 \| \| 3. \| «Утка-маляр» \| 3:28 \| \| 4. \| «Фантастика с трубой» \| 5:51 \| \| 5. \| «Рефлексия» \| 4:26 \| \| 6. \| «Фантастика без трубы» \| 7:04 \| \| 7. \| «Палитра» \| 5:08 \| \| 8. \| «Резюме» \| 5:40 \| \| 9. \| «Весна» \| 5:31 \| \| 10. \| «Уделочная» \| 4:39 \| \| 11. \| «Зима» \| 3:18 \| \| 12. \| «Осень» \| 7:40 \| \| 13. \| «Лето» \| 5:16 \| \| Общая длительность: \| Общая длительность: \| 69:07 \| | Данные - Выпущен: 21 апреля 2011 - Лейбл: «Среда» - Время звучания: 69 мин Профессиональные рецензии Colta.ru · «Выбирай» (Тюмень) |              |
| № | Название | Длительность |
| 1. | «Зубная паста» | 5:30         |
| 2. | «Олимпиада» | 5:33         |
| 3. | «Утка-маляр» | 3:28         |
| 4. | «Фантастика с трубой» | 5:51         |
| 5. | «Рефлексия» | 4:26         |
| 6. | «Фантастика без трубы» | 7:04         |
| 7. | «Палитра» | 5:08         |
| 8. | «Резюме» | 5:40         |
| 9. | «Весна» | 5:31         |
| 10. | «Уделочная» | 4:39         |
| 11. | «Зима» | 3:18         |
| 12. | «Осень» | 7:40         |
| 13. | «Лето» | 5:16         |
| Общая длительность: | Общая длительность: | 69:07        |

| «Сатана в отпуске» | «Сатана в отпуске» |              |
| --- | --- | ------------ |
| Высшие позиции в чартах: — | |              |
| Список композиций \| № \| Название \| Длительность \| \| ------------------- \| ------------------- \| ------------ \| \| 1. \| «Интро» \| 1:39 \| \| 2. \| «Гомер» \| 6:43 \| \| 3. \| «День Победы» \| 4:09 \| \| 4. \| «Святки» \| 14:34 \| \| 5. \| «Плёнка» \| 3:55 \| \| 6. \| «Капитошки» \| 5:03 \| \| 7. \| «Журналистовцы» \| 5:38 \| \| 8. \| «Уже» \| 3:53 \| \| 9. \| «Поэма героика» \| 1:42 \| \| 10. \| «Сатана в отпуске» \| 7:47 \| \| Общая длительность: \| Общая длительность: \| 55:03 \| | Данные Второй альбом риторических выступлений с лирическими и комическими вставками. Герметичная смысловая композиция со входом и, кажется, без выходов. Добро пожаловать на нашу замысловатую дискотеку! Удачи! - Выпущен: 11 декабря 2012 - Лейбл: - Время звучания: 55 мин |              |
| № | Название | Длительность |
| 1. | «Интро» | 1:39         |
| 2. | «Гомер» | 6:43         |
| 3. | «День Победы» | 4:09         |
| 4. | «Святки» | 14:34        |
| 5. | «Плёнка» | 3:55         |
| 6. | «Капитошки» | 5:03         |
| 7. | «Журналистовцы» | 5:38         |
| 8. | «Уже» | 3:53         |
| 9. | «Поэма героика» | 1:42         |
| 10. | «Сатана в отпуске» | 7:47         |
| Общая длительность: | Общая длительность: | 55:03        |

| №  | Название      | Длительность |
| -- | ------------- | ------------ |
| 1. | «Гомер»       | 6:43         |
| 2. | «День Победы» | 4:09         |

| №  | Название           | Длительность |
| -- | ------------------ | ------------ |
| 1. | «Капитошки»        | 5:03         |
| 2. | «Сатана В Отпуске» | 7:47         |

| №  | Название        | Длительность |
| -- | --------------- | ------------ |
| 1. | «Журналистовцы» | 5:38         |
| 2. | «Святки»        | 14:34        |

| №  | Название                        | Длительность |
| -- | ------------------------------- | ------------ |
| 1. | «Зубная Паста (Edit Edit Edit)» | 6:40         |
| 2. | «Олимпиада (Edit Edit Edit)»    | 6:08         |
| 3. | «Зима (Edit Edit Edit)»         | 4:07         |

| «Сказки для Кейто» | «Сказки для Кейто» |              |
| --- | --- | ------------ |
| Высшие позиции в чартах: — | |              |
| Список композиций \| № \| Название \| Длительность \| \| ------------------- \| ------------------- \| ------------ \| \| 1. \| «Деградация» \| 6:27 \| \| 2. \| «Парсеки (ч1)» \| 4:06 \| \| 3. \| «Носки» \| 5:36 \| \| 4. \| «Парсеки (ч2)» \| 3:06 \| \| 5. \| «Нина» \| 4:23 \| \| 6. \| «Парсеки (ч3)» \| 4:26 \| \| 7. \| «Сёма» \| 6:16 \| \| 8. \| «Ира» \| 8:02 \| \| 9. \| «Бурка» \| 3:18 \| \| Общая длительность: \| Общая длительность: \| 45:40 \| | Данные Действие альбома происходит в вымышленной мультивселенной Михаила Феничева, где герои, знакомые по первым двум альбомам ЕЕЕ и записям 2H Company, встречают на своём сложном пути невероятных красавцев и узнают, где они обитают. Живые инструменты были полностью вытравлены из звука и заменены на бездушные, но тёплые аналоговые машины зарубежных производителей классности. Творчество и импровизация были заменены полностью на кропотливый подбор пресетов. - Выпущен: 14 декабря 2016 - Лейбл: «Заплатка» — ЗПТ010 (2018) - Время звучания: 45 мин |              |
| № | Название | Длительность |
| 1. | «Деградация» | 6:27         |
| 2. | «Парсеки (ч1)» | 4:06         |
| 3. | «Носки» | 5:36         |
| 4. | «Парсеки (ч2)» | 3:06         |
| 5. | «Нина» | 4:23         |
| 6. | «Парсеки (ч3)» | 4:26         |
| 7. | «Сёма» | 6:16         |
| 8. | «Ира» | 8:02         |
| 9. | «Бурка» | 3:18         |
| Общая длительность: | Общая длительность: | 45:40        |

## Видеография
- Олимпиада (9 августа 2011) — фанатский видеоклип, рекомендованный самими музыкантами как «исключительный»[36].
- Лиссабон (12 мая 2013, режиссёр: Даниил Ронжин, операторы: Мария Переродина, Полина Твердая)
- Бурка (16 февраля 2016, реж. Артур Бергарт)
- Парсеки ч. 3 (27 февраля 2017)